# До первой крови
«До первой крови» — советский художественный фильм 1989 года режиссёра Владимира Фокина по сценарию Григория Остера. Фильм снят Творческим объединением «Зодиак» Центральной киностудии детских и юношеских фильмов им. М. Горького (Ялтинский филиал). Телевизионная премьера фильма состоялась 5 сентября 1992 года по 1-му каналу Останкино.

## Сюжет

«Синие» запугивают девочку — начальника «госпиталя» «зелёных» (Наталья Громушкина)

В пионерский лагерь на берегу моря пришла военная игра «Зарница». Весь лагерь разделен на противоборствующие стороны: «синих» и «зелёных». Приз в этой игре — вечерняя прогулка на военно-морских катерах под прожекторами, с ракетами. Одно из правил игры — самодельные погоны соответствующих цветов на плечах «солдат»: если у противника сорвать один погон, то это будет означать, что он ранен, если оба погона — что убит и выбывает из игры. 
Командир небольшой разведгруппы «синих» поручает карту с расположением «синего» штаба пионеру 2-го отряда Саше Данилову, о котором весь лагерь говорит как о «стукаче» (весь отряд ночью сбежал к морю искупаться, а он якобы их выдал).
Разведчикам удалось захватить девочку из группы «зелёных» — начальника «госпиталя», которая знает расположение штаба противника. Ей связывают руки и требуют раскрыть информацию. Сначала ей угрожают раздеванием, затем начинают пытать, засунув лягушку под майку и доведя её до плача. Неожиданно прибывает большой отряд «зелёных», разведчики бросают пленную и спасаются бегством. Саша отстаёт от своей группы и попадает в плен к «зелёным», однако перед этим в самый последний момент он прячет карту в лесу.
В плену ему очерчивают перспективы: «сдать» карту и быть «расстрелянным», как ничего не сказавшим, или быть отпущенным нетронутым с подробным рассказом, как «сдавал». Но выбор ему сделать не пришлось. «Зелёные» пускаются на ухищрение: сообщают, что карту нашли и без его помощи, и с целыми погонами отпускают.
Саша возвращается к месту, где спрятал карту, успевает её вынуть, но тут замечает «хвост» из четырёх «зелёных», которые следили за ним от самого штаба. Гонка переходит из леса на крымский «серпантин», где Сашу подбирают «Жигули» с парочкой отдыхающих (водитель Митя и его весёлая спутница). Преследователи тоже ловят легковую машину. Начинается опасная погоня. На участке, где ведутся дорожные работы, четвёрка преследователей окружила автомобиль, но водитель Митя делает крутой вираж, уходит от погони и высаживает Сашу в посёлке, где он звонит домой из переговорного пункта.
Несколькими минутами позже в этот же переговорный входит один из преследователей с аналогичным желанием связаться с родными. Во время телефонного разговора Саша срывает с него погоны, и преследователей остаётся трое.
Гонка перемещается на улочки посёлка, а затем к скалам. Саше удаётся укрыться в небольшой пещере. Со стороны входа его начинают «выкуривать» дымом. Задыхаясь, он протискивается к противоположному выходу и оказывается на краю высокого обрыва. На тропинке сталкивается с преследователем, который пошёл в обход. Схватка происходит на узком уступе на высоте около двухсот метров. Ребята после некоторого препирательства решают не рисковать на опасной высоте, и Саша продолжает свой путь в одиночку, пока не сталкивается с двумя ребятами из десанта «синих», собранного из младшего отряда, чудом оставшихся «в живых». Они продолжают путь втроём до тех пор, пока один из малышей не попадает по неосторожности в руки к «зелёным».
Дальнейший путь Саша продолжает с малышом, который падает и разбивает коленку. Но идти они продолжают вместе. По дороге попадают на «кладбище», где ждут окончания игры «погибшие» — вместо того, чтобы вести себя как обычные дети, «погибшие» ведут себя подобно привидениям (они все замерли в различных позах и ни на что не реагируют). 
Тем временем, происходит крупное столкновение между  «синими» и «зелёными». Вначале схватка шла в «госпитале», а затем большие группы «синих» и «зелёных» кинулись друг на друга. Участники столкновения бросаются друг на друга, стремясь сорвать погоны.  Один из участников столкновения имитировал стрельбу, в результате которой проиграли четыре других участника столкновения.
Саша с малышом добираются до места, где на карте обозначен их штаб, но вместо штаба находят только командира разведгруппы «синих» с его отрядом. Здесь происходит кульминационный разговор Саши с командиром, который собрался было «расстрелять» его за предательство — дело в том, что командир подсунул Саше фальшивую карту и специально подставил его врагам в расчёте, что он эту карту выдаст, и тогда в устроенную  «синими» на месте «липового» штаба засаду попадут «зелёные». Увидев, что карта осталась при Саше, командир понял, что его замысел провалился.
Под внезапно начавшимся проливным дождем Саша с малышом уходят, оставив командира разведгруппы в отчаянии от невыполненного боевого задания. В последних кадрах капли дождя смывают краску с бумажных погон ребят. Игра окончена. «Саша, мы умираем?» — спрашивает малыш старшего товарища, на что тот отвечает: «Нет».
В фильме в аллегорической форме показаны атрибуты настоящей, «взрослой» войны: военные преступления, предательство, героизм, боевое братство.

## В ролях
- Андрей Некрасов — Саша Данилов
- Павел Кулаков — командир
- Виктор Матин — малыш
- Константин Ефремов — малыш
- Алексей Крюков — группа командира
- Андрюша Петров — группа командира
- Эдгар Сентельяс — группа командира
- Борис Деревягин — группа преследователей
- Андрей Кашуба — группа преследователей
- Николай Крушевский — группа преследователей
- Арсен Маркарян — группа преследователей
- Наталья Громушкина — Света, «госпиталь»
- Ольга Жилкина — госпиталь
- Дарья Кожина — госпиталь
- Игорь Жигалкин — госпиталь
- Андрей Юренев — Митя, водитель «Жигулей»
- Алла Плоткина — спутница Мити, пассажирка «Жигулей»
- Марианна Писковец
- Владимир Курбатов — водитель «Волги»
- Николай Погодин — водитель грузовика
- Андрис Вайвадс — взорванный

## Съёмочная группа
- Автор сценария: Григорий Остер
- Режиссёр-постановщик: Владимир Фокин
- Главный оператор: Александр Гарибян
- Художник-постановщик: Владимир Ярин
- Композитор: Геннадий Гладков
- Звукооператор: Владимир Приленский

## Восприятие
Литератор Ольга Александровна Ерёмина: «В условиях того времени фильм в обществе прошёл фактически незамеченным. Хотя до этого дико шумели по поводу „Чучела“. А может, его специально не заметили. Он на порядок сложнее и проблемнее этого самого „Чучела“.
Дети играют в Зарницу — и в этой игре нет никакого сюсюканья, никакой детскости: предательство, пытки, угрозы, реальная опасность для жизни, верность и фронтовое братство.
По уровню обнажённости фильм подобен „Рыцарям сорока островов“ Лукьяненко. В 1989 году никто уже не говорит: советские дети не такие. Всем не до этого. Но да, дети жестоки и злы. Но и преданны и верны».